# Amal El Amri
Pour les articles homonymes, voir Amri.
Amal El Amri (أمل العمري), née en mars 1960 à Meknès, est une militante marocaine, dirigeante syndicale.

## Biographie
Aînée de trois enfants, elle est la fille d’un père enseignant en langue arabe et d’une mère infirmière. Elle effectue sa scolarité secondaire au lycée Omar ibn Khattab de Meknès où elle obtient un bac littéraire en 1977. Après une maîtrise en droit public obtenue en 1982 à l'université de Fès, elle prépare en France un diplôme d’études approfondies (DEA) en finances publiques et fiscalité à l’université Paris II Panthéon-Assas, puis en 1987 le diplôme de l’Institut des assurances de Paris (IAP) à l’Université Paris I Panthéon-Sorbonne. De retour au Maroc, elle travaille pour ABN Amro Bank puis pour la BMCI. Elle s'engage alors dans l'Union syndicale interprofessionnelle bancaire (USIB) et est rapidement détachée auprès de l'Union marocaine du travail (UMT). Elle devient la première femme à devenir secrétaire générale de la fédération syndicale du secteur bancaire USIB-UMT.
Elle est élue en 2007 membre du Parlement marocain sous l’étiquette du Parti du progrès et du socialisme (PPS) et siège au sein du groupe de l'alliance des forces progressistes démocratiques de la Chambre des représentants. 
Membre du secrétariat national de l'UMT (où elle est notamment chargée des relations internationales), elle est vice-présidente de la Confédération syndicale internationale (CSI) depuis 2010, réélue en 2014. Elle a été élue en juin 2014 membre du conseil d'administration de l'Organisation internationale du travail (OIT).
Elle est connue pour son franc-parler et son indépendance et ses combats pour l'égalité, notamment entre hommes et femmes. Non mariée, elle a deux enfants.